# Dietrich von Meschede
Dietrich von Meschede (* um 1490; † 20. März 1545) war ein römisch-katholischer Geistlicher und Domherr in Münster.

## Leben
Dietrich von Meschede entstammte dem westfälischen Adelsgeschlecht von Meschede und war der Sohn des Heinrich von Meschede (1450–1515) und dessen Gemahlin Anna von Bruch (1464–1497). Sein Bruder Gebhard (1490–1575) war mit Dorothea von Westphalen verheiratet.
Im Jahre 1512 wurde Dietrich Vikar zu Meschede und am 22. Oktober des Jahres Domherr in Münster. Heinrich von Twist bewarb sich nach seinem Tode um die frei gewordene Präbende. Die Quellenlage enthält über seinen weiteren Lebensweg keine Aussagen.